# 林忠次郎

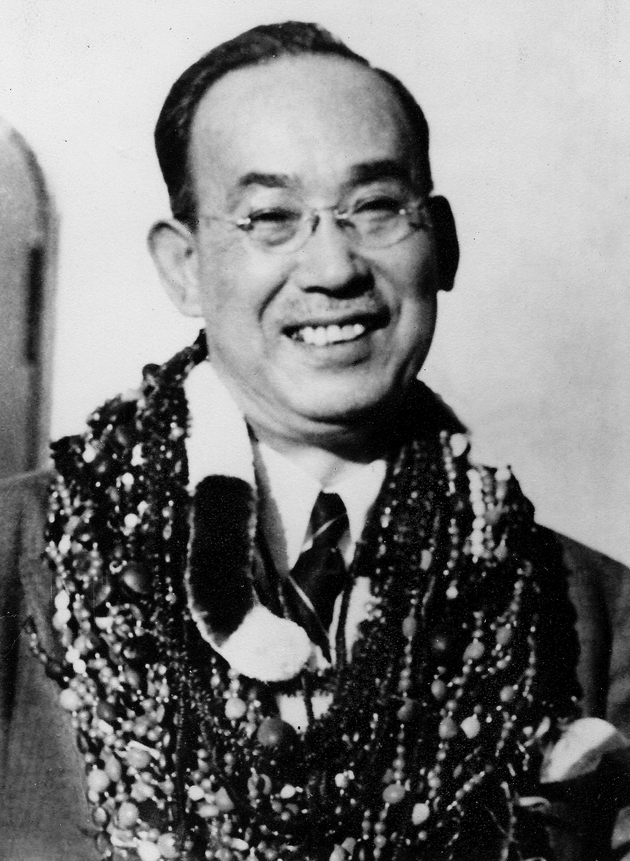
林忠次郎

林 忠次郎（はやし ちゅうじろう、1879年 - 1940年5月11日）は、日本の海軍軍人。霊気療法家。海兵30期卒。海軍大佐。臼井甕男が靈氣療法（レイキ）のすべての内容を教える資格である「師範（「神秘伝」ともいう）」を与えた20人（または21人）のうちの一人。神奈川県出身。

## 経歴
海軍を退役後、1925年（大正14年）に東京信濃町（現在の新宿区）に靈氣（レイキ）の診療所を開いた。診療所は8台の治療台があり1人の患者を2人の霊気療法家によりで施術する方式であったと伝えられる。臼井が設立した「臼井靈氣療法学会」とは別に1930年に「林靈氣研究会」を設立し、靈氣を日本各地及び1938年にはハワイにおいても研修会を行うなどの普及活動を行った。ただし、独立後も靈氣を「臼井靈氣療法」として伝えている。第二次世界大戦前の1940年（昭和15年）5月11日に自刃。林の死去後、知恵夫人が「林靈氣研究会」を継いだが夫人が靈氣から遠ざかったこともあり、間もなく研究会は無くなっている。
現在、日本で主流になっている「レイキ（=西洋レイキ、Western Reiki）」は、林から師範の伝授を受けたハワイ在住日系人の高田ハワヨ（たかたはわよ）から海外に広まり、1980年代より日本に逆輸入されたものである。臼井から林が独自に発展させた霊氣が高田に伝わり、日本国外で高田及び高田の後継者等によってさらに改変された部分があるため、オリジナルの「靈氣（霊氣、霊気）」と区別する。
日本国内では林忠次郎から師範の伝授を受けた最後の1人である山口千代子が長年、家庭生活の中で実践してきた靈氣（レイキ）がある。それが現在の「直傳靈氣研究会（じきでんれいきけんきゅうかい）」（山口千代子の息子、山口忠夫設立）が普及しているレイキであり、「直傳靈氣（じきでんれいき）」という名称が使われている。

## 栄典
- 1904年（明治37年）3月18日 - 正八位[3]
- 1905年（明治38年）2月14日 - 従七位[4]
- 1907年（明治40年）11月30日 - 正七位[5]
- 1913年（大正2年）2月10日 - 従六位[6]